# Фроже, Тьерри
Тьерри Фроже (фр. Thierry Froger; 21 марта 1963, Ле-Ман) — французский футболист и тренер.

## Биография
В качестве футболиста выступал на позиции защитника. Играл во французской Лиге 1 за «Лилль». После окончания карьеры приступил к тренерской работе. В течение одного сезона возглавлял «Лилль», также руководил другими французскими коллективами низших лиг.
В 2010 году Фроже был назначен на пост главного тренера сборной Того. Однако вскоре он покинул свой пост по «личным причинам». Под его руководством национальная команда провела семь матчей, в которых она не одержала ни одной победы.
Затем специалист дважды работал с «УСМ Алжир». В 2022 году он сделал «золотой дубль» с «Арта/Солар 7» из Джибути, победив с ним в местном чемпионате и в кубке страны. В июле 2023 года подписал контракт с руандийским клубом АПР.

## Достижения
- Чемпион Алжира (1): 2018/19.
- Чемпион Джибути (1): 2021/22.
- Обладатель Кубка Джибути (1): 2021/22.
- Чемпион Руанды (1): 2023/24.

### Личные
- Лучший тренер французской Лиги 2 (2): 1996, 2004.